# 1381
سنة 1381 كانت سنة بسيطة تبدأ يوم الثلاثاء (الرابط يظهر نموذج التقويم الكامل للسنة) من التقويم اليولياني.

## أحداث
- نهاية حرب كيودجا في 1381 والتي بدأت في 1378.

## مواليد
- تشانغ ملك غوريو
- جان الأول، دوق بوربون عسكري فرنسي
- موان داي غن

## وفيات
- وات تايلر
- أبو سعيد بن لب